# Tibor von Földváry
Tibor von Földváry (* 5. Juli 1863 in Öttevény, Komitat Raab; † 27. März 1912 in Budapest) war ein ungarischer Eiskunstläufer, der im Einzellauf startete. Er ist der Europameister von 1895.
Von Földváry erreichte dreimal das Podium bei Europameisterschaften. 1892 wurde er Vize-Europameister hinter Eduard Engelmann, 1894 Dritter und 1895 wurde er schließlich Europameister vor den späteren mehrfachen Weltmeistern Gustav Hügel und Gilbert Fuchs.
Nach Beendigung seiner aktiven Sportlerkarriere betätigte er sich als Punktrichter bei Eiskunstlauf-Weltmeisterschaften.

## Ergebnisse
| Wettbewerb / Jahr     | 1892 | 1893 | 1894 | 1895 |
| --------------------- | ---- | ---- | ---- | ---- |
| Europameisterschaften | 2.   | 4.   | 3.   | 1.   |